# おきなわのホームソング
『おきなわのホームソング』は、かつて琉球放送のテレビとラジオで放送されていた音楽番組である。

## 概要
2007年4月2日に当番組の制作発表が行われ、放送開始。
沖縄のミュージシャンたちが、子供たちへ歌のメッセージを送るというコンセプトの元、毎月歌を放送していく番組である。
放送開始から徐々に注目を集めていき、CD発売やDVD発売、2008年には第50回日本レコード大賞・企画賞を受賞した。
しかし、2014年ごろから新曲が減り再放送曲が増えていき、2016年に作られた新曲は4曲のみだった。そしてそのまま2017年は新曲が作られないまま3月31日の放送を持って終了した。
DVDは一度1・2巻が発売されたあとは長い間DVD化されなかった。しかし、2014年3月19日にそれまでの曲を全て収録した『全曲集DVD』が発売され、未DVD化だった映像が収録された。
CDはDVDとは違い曲のストックが溜まり次第発売されていたが、2011年5月25日に発売された『その7』が発売された後発売されなくなったが、2014年3月19日にようやく『その8』が発売された。2012年8月までの放送分を2014年に発売するという異例の事態なった。
CDもDVDも2014年3月19日に発売された『その8』『全曲集DVD』を最後に発売されないまま、2017年に番組が終了。未CD化作品が13曲、未DVD化作品が8曲である。これらの楽曲が今後どうなるかは不明のままである。

## 基本放送時間

### テレビ
2009年10月以降のデータ。火曜日・土曜日にはアニメ版、月曜日・水曜日・木曜日にはダンス版を放送。
- 月曜日：19:55 - 20:00
- 火曜日 - 木曜日：13:55 - 14:00
- 土曜日：12:54 - 13:00

### ラジオ
- 月曜日 - 金曜日：10:45 - 10:50

## 楽曲

### 2007年
- 4月：走（はー）えーゴンゴン
作詞：上原直彦、作曲：ジョージ紫、編曲：島袋優・上地等、うた：比嘉栄昇・子供たち
- 5月：ユンタクハンタク
作詞：ちはる、作曲：ローリー・クック、編曲：上地等、うた：紅いも娘
- 6月：へんなのマムヤ
作詞：下地勇、作曲：TAKUMI、編曲：上江洲安浩、うた：川満聡
- 7月：ガジマルオジー
作詞：新城俊昭、作曲：島袋優、編曲：内田勘太郎、うた：大工哲弘
- 8月：ヤンバルテナガコガネの王様
作詞：砂川由美子、作曲：ジョニー宜野湾、編曲：迎里中、うた：マスト
- 9月：4月 - 7月の曲をアンコール放送。
- 10月：イチャサン
作詞：ビセカツ、作曲：與那覇（よなは）徹、編曲：新垣盛弘、うた：比嘉久美子[1]
- 11月：大綱曳き
作詞：吉川安一、作曲・編曲：上地正昭、うた：チアキ
- 12月：かりゆしサンタ
作詞：ちゅんなー屋、作曲・編曲：島袋優、うた：メルシーさん

### 2008年
- 1月：前年の8月 - 12月の曲をアンコール放送。
- 2月：ニーブイカーブイ
作詞：上江洌清作、作曲：佐原一哉、編曲：佐原一哉・屋良文雄、うた：中尾彬With まりあ、アニメーション：友寄司・エノビ☆ケイコ（自由創作表現者）
- 3月：マーヤークィーヤー
作詞：チョメ、作曲：安田辰也、編曲：安田辰也、うた：神谷千尋
- 4月：ふくらしゃや
作詞：新城和博、作曲・編曲：玉栄正昭、うた：知花賢昭
- 5月：ね・ね・ね
作詞：上原直彦、作曲：ジョージ紫、編曲：上地等、うた：比屋定篤子と里実咲
- 6月：2月 - 5月の曲をアンコール放送。
- 7月：あぱぴあぽんのうた
作詞：山根頼子、作曲:マスト、編曲：安田辰也、うた：かでかるさとし
- 8月：美（ちゅ）らちゅらら
作詞：愛香・里香、作曲：K2Y、編曲：K2Y・浜里稔、うた：キャサリン賀寿丸
- 9月：ソウルチャンプルー
作詞：ローリー・クック、作曲：トム仲宗根、うた：下地勇
- 10月：わったー島人（）
作詞：池宮城けい、作曲・編曲：上地正昭、うた：ホームソングシスターズ<仲田かおり・知念こずえ・比嘉久美子>
- 11月：7 - 10月の曲をアンコール放送。
- 12月：クムイヌマァー
作詞：名嘉睦稔、作曲：ちゅんなー屋、編曲：イコール、うた：かっちゃん

### 2009年
- 1 - 3月：レコード大賞企画賞受賞（後述）を記念して、テレビ・ラジオともに、今までに発表された曲をアンコール放送。
- 4 - 5月：ちばりよ！シーサー えかきうた
作詞：井上真喜、作曲：佐原一哉、編曲：スエヨシヒデユキ、うた：山城智二と子供たち
- 6 - 7月：かしらーげんげん
作詞：山根頼子、作曲・編曲：カンナリ、うた：よなは徹と子供たち
- 8 - 9月：お盆の夜は
作詞：上原直彦、作曲・編曲：上地等、うた：那覇少年少女合唱団・金武町少年少女合唱団
- 10月：前年の12月、4月 - 9月の曲をアンコール放送。
- 11 - 12月：星のクリスマス
作詞：トーマ・ヒロコ、作曲：森田沢子、編曲：新川雅啓、うた：大城クラウディア

### 2010年
- 1　- 2月：クガナーグヮー
作詞：池宮城けい、作曲：下地勇、編曲：佐原一哉、うた：古謝美佐子
- 3 - 4月：うたがうまれる
作詞：朝比呂志、作曲：普久原恒勇、編曲：上地等・島袋優、うた：比嘉栄昇
- 5月：前年の11月 - 12月、1月 - 4月の曲をアンコール放送。
- 6 - 7月：はたらく手
作詞：上原直彦、作曲・編曲：海勢頭豊、うた：川畑アキラ
- 8 - 9月：シチグワチ ウ〜ト〜トゥ
作詞：池村真弓、補作詞・作曲：下地暁、編曲：粂一成・下地暁、うた：パニパニJr.コーラス：愛×愛（カナカナ）・下地暁
- 10 - 11月：こっころ こっころ
作詞：森田沢子、作曲：大浜安功、うた：カナリホ（砂川香菜子、上里莉帆）
- 12月 - 2011年1月：とうさんと
作詞：山根頼子、作曲・編曲：新川雅啓、うた：仲座健太と奥間樹生

### 2011年
- 2 - 3月：ふーちげーし
作詞：大川豊治、作曲：前川守賢、編曲：弦助・迎里中、うた：でいご娘
- 4 - 5月：森のふくろう
作詞：そけいとき、作曲：普久原恒勇、編曲：上地等、うた：宮沢和史
- 6月：前年の8月 - 12月、1月 - 5月の曲をアンコール放送。
- 7 - 8月：おきなわのホームソングその1 - その6までの曲をアンコール放送。
- 9 - 10月：ウザガクお城の音楽隊
作詞：大城盛裕、作曲・編曲：迎里中、うた：ザ・ジーマミーズ
- 11 - 12月：みんな大きな○（）
作詞：小畠宏、作曲：森田沢子、編曲：新川雅啓、うた：iyoko

### 2012年
- 1　-　2月：言えるよね
作詞：上原直彦、作曲・編曲：上地正昭、うた：舞踊集団 花やから
- 3　-　4月:これまでの曲を再放送
- 5　-　6月:そーみなーぬ朝
作詞:くわえりょうけい、作曲・編曲:てるやりんけん、うた:ティンクティンク
- 7　-　8月:うちなー弁当まーさんどー
作詞:普天間かおり、作曲:宮沢和史、編曲:迎里中・上地等、うた:迎里計
- 9　-　10月:oh!カチャーシー! 
作詞：与座よしあき、作曲・編曲：TameZo、うた：きいやま商店

### 2013年
- 1　-　2月：ぼくのテンプス
作詞：通事誠、作曲・編曲：山本隆太、うた：鳩間可奈子
- 3　-　4月：ぴーよのうた
　作詞：ありわ恵一、作曲・編曲：Chris（クリス）、うた：Lino（リノ）
- 5月：これまでの曲を再放送
- 6　-　7月：チヌー・チュー・アチャー
　作詞：上原直彦、作曲：松田弘二、編曲：よなは徹、うた：サンサナー
- 8月：これまでの曲を再放送
- 9　-　10月：'おっきなゔぁい！
作詞：山本隆太、作曲：迎里中、編曲：迎里中・山本隆太、うた：Ｌａｌａ　Ｋａｐｕｅ　島袋亜矢子　上運天貴子
- 11　-　12月：これまでの曲を再放送

### 2014年
- 1月：これまでの曲の再放送
- 2　-　3月：天才まかちょーけー
　作詞：とり　みとり、作曲：普久原恒勇、編曲：上地等、うた：伊波萌夏　平良穂佳　城間喜子
- 4　-　6月：これまでの曲の再放送
- 7　-　8月：上江洲十字路
　作詞・作曲：島袋李奈、うた：なゆた、アレンジ：上地等
- 9月：これまでの曲の再放送
- 10　-　12月:ヤーマン体操
　作詞：I-VAN、作曲：島袋優、うた：上江洌清作

### 2015年
- 1　-　3月：これまでの曲を再放送
- 4　-　5月：ゆーふる
作詞：内田美帆、作曲：知念輝行、編曲：上地等、うた：ケイタロー
- 6　-　9月：これまでの曲を再放送
- 10　-　翌年1月：さんばdeサンバ　/　これまでの曲の再放送
　作詞：宮城佳代子、作曲：Yoshitoo!、編曲：島袋優、うた：ひがあゆみ

### 2016年
- 1月：さんばdeサンバ　/　これまでの曲の再放送
　作詞：宮城佳代子、作曲：Yoshitoo!、編曲：島袋優、うた：ひがあゆみ
- 2　-　6月：はみがきエイサー　/ これまでの曲の再放送
　作詞：伊波勇作、作曲：木村華子、編曲：上地等、歌：多和田えみ
- 7　-　8月：ハブの父ちゃん
　作詞・作曲：具志堅巨樹（なおき）、編曲：島袋優・迎里中、うた：新幸人　fet.　Ｕ－ＤＯＵ＆ＰＬＡＴＹ
- 9　-　11月：おかえりなさい　世界のウチナーンチュ
　作詞：かーなー（いーどぅし）、作曲：島袋優、編曲：迎里中・島袋優、うた：ネーネーズ
- 12月　-　最終放送：これまでの曲の再放送

### 2017年
- 1　-　3月（最終放送）：これまでの曲の再放送

## CD・DVD
2007年4月 - 7月放送分を『おきなわのホームソングその1』、同年9月 - 12月放送分を『おきなわのホームソングその2』として沖縄県内で発売している。当初は4月 - 12月放送分を1括にしての発売を予定していたが、急遽2回に分けて発売されることになった。
2008年2月 - 5月放送分を『おきなわのホームソングその3』として2008年5月に、さらに6月には『その1』『その2』収録分のDVDを発売した。2008年11月に、7月 - 10月分を『おきなわのホームソングその4』として発売した。
上記CD1 - 4が2008年、第50回日本レコード大賞の企画賞を受賞。2009年10月に、2008年12月 - 2009年9月分を『おきなわのホームソングその5』として、2010年7月に、2009年11月 - 2010年7月分を『おきなわのホームソングその6』として発売。